# Булыгин, Иван Андреевич
Иван Андреевич Булыгин (9 февраля 1907, Радушково, Смоленская губерния, Российская империя — 12 апреля 1984, Минск, БССР СССР) — советский и белорусский физиолог, академик АН БССР (1959—84), ученик К. М. Быкова. Лауреат Государственной премии СССР и Государственной премии БССР.

## Биография
Родился 9 февраля 1907 года в Радушково. Спустя какое-то время переехал в Ленинград, где в 1926 году поступил в Ветеринарный, а в 1927 году — в Агропедагогический институты, которые окончил в 1931 и 1932 годах соответственно. В 1935 году был приглашён на работу в ВИЭМ (Ленинградский филиал), где он работал в отделе общей физиологии вплоть до 1948 года. В 1950 году устроился на работу в Институт физиологии АН СССР, где проработал до 1953 года. Во время работы в институте к нему пришла идея основать подобный институт в БССР и в 1953 году связал свою жизнь с Минском, став директором созданного им института. Данную должность занимал до смерти.
Скончался 12 апреля 1984 года в Минске.

## Научные работы
Основные научные работы посвящены физиологии нервной системы. Автор около 400 научных работ и 12 монографий.
- Открыл рецепторную функцию симпатических ганглиев и изучил её нервные и химические механизмы.

## Сочинения
- Замыкательная и рецепторная функции вегетативных ганглиев.— Мн.: Наука и техника, 1964.
- Рефлекторная функция ганглиев.— Мн.: Наука и техника, 1976.

## Членство в обществах
- Председатель Белорусского физиологического общества.
- Член ИБРО.
- Член президиума Всесоюзного биологического общества имени И. П. Павлова.

## Награды и премии
- 1943 — Орден Красной Звезды.
- 1944 — Орден Красного Знамени.
- 1971 — Орден Трудового Красного Знамени.
- 1972 — Государственная премия БССР.
- 1977 — Орден Ленина.
- 1978 — Государственная премия СССР.
- Лауреат множества других научных медалей.